# Nationale Legislatuur van Soedan

Wapen van Soedan

De Nationale Legislatuur van Soedan (Arabisch: المجلس التشريعي السوداني, Al-Maǧlis al-Ttašriyʿiy; Engels: National Legislature) is het parlement van Soedan en bestaat uit twee Kamers:
- Nationale Vergadering (Al-Maǧlis al-Waṭaniy) - lagerhuis, 426 leden;
- Raad van Staten (Maǧlis al-Wilāyāt) - hogerhuis, 32 leden.

Na de staatsgreep van 11 april 2019 is de Nationale Legislatuur door de overgangsregering ontbonden, nadat deze al in een eerder door dictator Omar al-Bashir in februari van dat jaar buitenwerking was gesteld. Het overgangsregime heeft de Nationale Legislatuur voorlopig vervangen door de Voorlopige Wetgevende Raad. In 2022 vinden er algemene verkiezingen plaats in Soedan en zal de Nationale Legislatuur naar verwachting weer worden hersteld.

## Ambtsbekleders
| functie                                 | naam                     | termijn   |
| --------------------------------------- | ------------------------ | --------- |
| Voorzitter van de Nationale Vergadering | Ibrahim Ahmed Omer Ahmed | 2015–2019 |
| Voorzitter van de Raad van Staten       | Omer Suleiman Adam       | 2015–2019 |